# Kadanuumuu
Kadanuumuu (afar Wielki Człowiek; nazwa katalogowa KSD-VP-1/1) – fragment liczącej 3,58 miliona lat skamieniałości hominida z gatunku Australopithecus afarensis odkrytej w Kotlinie Danakilskiej w Etiopii w 2005 przez zespół na czele z Yohannesem Haile-Selassie, kustoszem antropologii fizycznej Muzeum Historii Naturalnej w Cleveland. Analizy szkieletu wskazują, iż był to z całą pewnością gatunek poruszający się na dwóch kończynach.

## Opis okazu
Przy wzroście ocenianym na około 153 cm, osobnik do którego należały szczątki Kadanuumuu był znacznie wyższy niż słynna Lucy należąca do tego samego gatunku, odkryta w latach siedemdziesiątych XX wieku. Żył też wcześniej od niej o około 400.000 lat. Łopatki Kadanuumuu są porównywalne do tych, które mają ludzie współcześni, co oznacza, iż był to raczej gatunek lądowy niż bytujący na drzewach. Jednakże nie wszyscy naukowcy zgadzają się z tym wnioskiem.